# Synema decens
Synema decens är en spindelart som först beskrevs av Karsch 1878.  Synema decens ingår i släktet Synema och familjen krabbspindlar. Inga underarter finns listade i Catalogue of Life.